# Agnes Budtz
Agnes Ottilie Budtz (født 17. november 1853 i Mårslet, død 30. marts 1930 i København) var en dansk maler, hun var datter af sognepræst Jacob Michael Frederik Budtz og Eline Marie Schoubye. Hun var ugift.
Agnes Budtz var elev hos blomstermaler Augusta Dohlmann, men Budtz gik tættere på blomsterne og koncentrerede sig om den enkelte blomstrende plante. Hun var desuden elev på Vilhelm Kyhns tegneskole og modtog også undervisning af Johannes Boesen og lærte også blomstermaling hos Ida Heerfordt.
Budtz udstillede på Charlottenborgs Forårsudstillinger 1884-87 i alt fire gange.